# Had as-Sawalim
Had as-Sawalim (arab. ‏حد السوالم‎; fr. Had Soualem) – miasto zachodnim Maroku, w regionie Casablanca-Sattat, w prowincji Bu-r-Raszid. W 2014 roku liczyło ok. 109 tys. mieszkańców. 
W mieście działa klub piłkarski Jeunesse Sportive de Soualem.